# Buckinghamshire (comté du Bas-Canada)
Ne doit pas être confondu avec le district électoral de Buckingham
Le comté de Buckinghamshire fut un comté créé et divisé en Canton (township), chacun d'une superficie de 100 milles carrés (10 milles x 10 milles), par le gouvernement colonial du Bas-Canada (Québec) après la Révolution américaine. Sur un territoire d'une superficie d'environ quatre millions d'acres, s'étendant des seigneuries au sud du fleuve Saint-Laurent jusqu'aux frontières américaines et de la Rivière Richelieu à la Rivière Chaudière. Le comté de Buckinghamshire, était destinée «à tous ceux qui désirent s'établir sur les terres de la Couronne dans la Province du Bas-Canada».

## Histoire

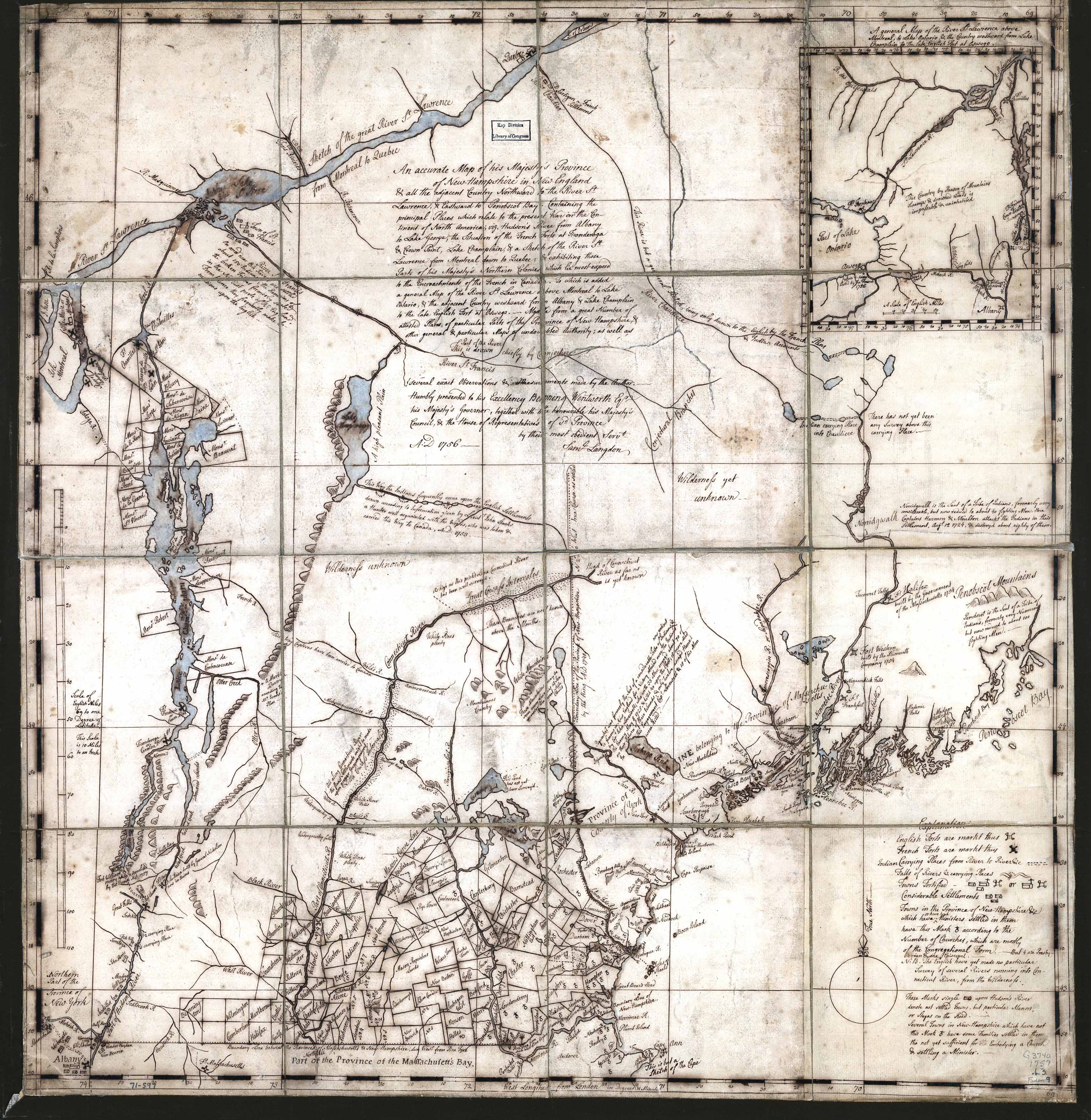
Carte 1756 Blanchard & Langdon

Cette région était, sous le régime français (1534-1760), un immense territoire réservé aux Abénaquis de la grande famille des Peuples algonquiens qui ont été refoulés des États de la Nouvelle Angleterre, à la fin du XVIIe siècle. Il contenait ce qui est aujourd'hui la partie méridionale de la province canadienne du Québec. La colonie était surtout peuplée par les descendants des colons Canadien Français. Désigné sous le nom de Haut Saint-François, ce paradis de chasse et de pêche fut longtemps parcouru seulement par les Amérindiens et des trafiquants de fourrures. À cette époque, aucune colonisation n'avait été faite, on retrouvait seulement un poste de traite situé aux Grandes-Fourches, première appellation de la ville de Sherbrooke. Une grande partie du territoire n'avait pas été cartographiée et était inconnue des européens comme le démontre la carte de Joseph Blanchard en 1756 et est définie comme étendue sauvage encore inconnue (Wilderness yet unknown). Plusieurs décennies plus tard, ce vaste territoire n'était pas encore  arpenté comme le mentionne Joseph Bouchette dans son livre Description topographique du Bas-Canada en 1815. Il précise qu'au moins 12 cantons autour de l'actuel Grand lac Saint-François ne sont pas encore arpentés et que les seuls détails et les dessins approximatifs disponibles provenaient des chasseurs indiens et des trappeurs qui avaient traversé le territoire; il spécifie qu'il existe 2 lacs reliés par une rivière. Plus tard le barrage à la décharge du lac en fera le Grand Lac Saint-François.

## Toponymie

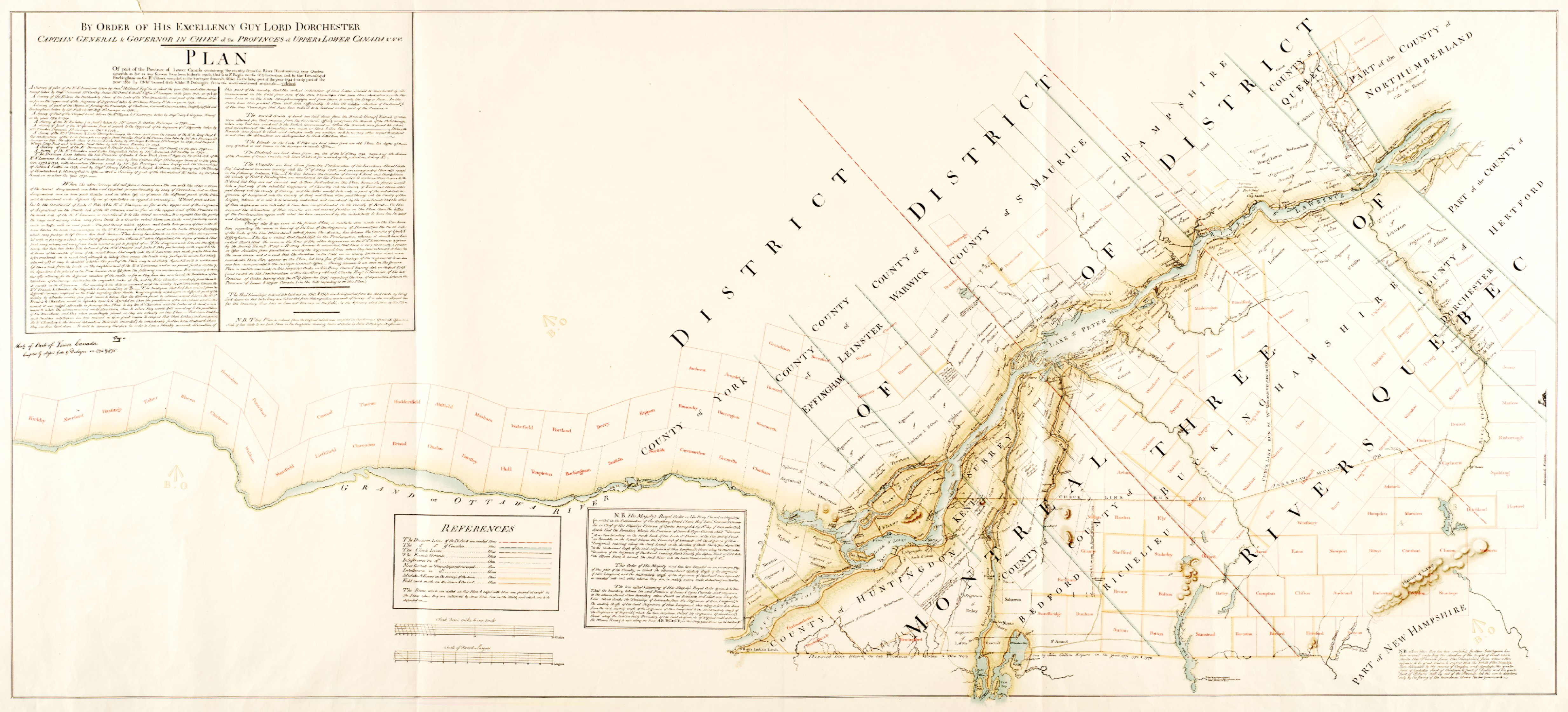
Carte de Gale et Duberger 1795

En 1792, le gouvernement impérial fait tailler en 93 townships,  le territoire dénommé Comté de Buckinghamshire et désigne chacune de ces sections d'un nom emprunté à la carte d'Angleterre. Il semble que l'on a pris au hasard, des vocables d'endroits affectionnés dans la Grande-Bretagne et rien dans cette nomenclature ne rappelle un fait glorieux ni même une particularité géographique. Aucun canton ne porte de nom francophone et ils sont réservés aux anglo-protestants.

## Arrivée des loyalistes
Au début de la Révolution américaine, les réfugiés loyalistes de différentes confessions religieuses sont de préférences dirigés vers le Haut-Canada; les autorités britanniques craignant des troubles avec les insurgés américains. Les premiers réfugiés arrivent sur les seigneuries partiellement développées appartenant au général britannique Gabriel Christie, Thomas Dunn et Moses Hazen, qui les ont achetées à rabais dans la partie en amont de la vallée du Richelieu près de la Baie Missisquoi; qui inclut, entre autres, les Seigneurie de Lacolle, seigneurie de Noyan, Seigneurie de Léry et Saint-Armand. Les premiers loyalistes y trouvent refuge à partir de 1774 et il y passeront plusieurs années parce que Frederick Haldimand, 3e gouverneur de la Province de Québec, refusait que ces réfugiés de différentes origines et religion ne s'installent le long de la frontière nord des treize colonies, y craignant des troubles.  Ils attendirent des années  avant de commencer à se diriger vers le Haut-Canada en 1784, et plus tard vers les cantons à l'est, désignés en 1792 qui furent nommés à l'origine Eastern Townships, puis Canton de l'est et finalement Estrie. Entre-temps Haldimand est remplacé par Guy Carleton qui prend son poste de Gouverneur de la Province de Québec le 22 avril 1786 et Londres est plus ouvert à diviser le territoire en cantons; ce qui sera fait en 1792.

## Traité Webster-Ashburton
Certains cantons définis sur la Carte de Gale et Duberger au sud-est sont disparus lors du Traité Webster-Ashburton. La frontière qui n'était pas définie à l'est, donna lieu à controverses pour la partie montagneuse et ne fut fixée définitivement qu'en 1842. Extrait du Traité Webster-Ashburton: Vers le sud, à partir des hautes terres du portage Metgermette (près de Saint-Zacharie) ndlr; de là, descendre le long de la  ligne des hautes terres qui séparent les eaux qui se jettent dans le fleuve Saint-Laurent de ceux qui coulent vers l'océan Atlantique, jusqu'à la source du ruisseau Halls (près de Saint-Malo). Cette frontière enleva les cantons de Hartwell, Stanhope, Croydon et Drayton qui se retrouvèrent du côté américain de la frontière. La superficie de plusieurs autres cantons au sud-est du Bas-Canada fut également diminuées par la nouvelle frontière.

## Lien exterieur
- « Estrie ou Cantons de l'Est ? », sur ulaval.ca (consulté le 12 juin 2023)
- https://doi.org/10.7202/302113ar O’Bready M. (1961) The Eastern Townships Contemplated as a British

Stronghold. Revue d'histoire de l'Amérique française, 15 (2), 230–255.
- /  Congregationalist Churches in Lower Canada & Québec